# Ilja Mutschnik
Ilja Mutschnik (* 20. Juni 1985 in Cherson, Ukrainische Sozialistische Sowjetrepublik, Sowjetunion) ist ein deutscher Schachspieler.

## Erfolge
Im Alter von 14 Jahren nahm er beim Schachturnier in Krakau „Cracovia 1999“ im „Open B“ den ersten Platz ein.
2002 wanderte die Familie nach Deutschland aus. Er erfüllte die Normen für den Titel Internationaler Meister im Jahr 2003 im Alter von 17 Jahren beim Turnier „6 Infoscore Cup Germany“.
Seit 2003 spielt er in der 2. Bundesliga Süd für die OSG Baden-Baden (bis 2008 OSC Baden-Baden). 2005 nahm der OSC bei der deutschen U20-Meisterschaft den ersten Platz ein, wobei Ilja am ersten Brett spielte. Seit 2017 spielt er für die SG Zürich in der Nationalliga A. Er nahm 2018 im European Chess Club Cup teil.
Seine Elo-Zahl beträgt 2374 (Stand: April 2023), seine bisher höchste Elo-Zahl lag bei 2457 von Juli 2008 bis März 2009.